# هدنة (مسرحية)
مسرحية هدنة عرض مسرحي سوري من إنتاج المسرح القومي، عرض على خشبة مسرح الحمراء في دمشق بمناسبة الذكرى السنوية لرحيل الكاتب المسرحي سعد الله ونوس.
وذلك في الفترة من يوم الخميس 14 أيار ولغاية الخميس 28 أيار سنة 2015، مدة العرض ساعة.

ملصق المسرحية

## قصة العمل
يحكي العرض المسرحي قصة جندي يخطط لبناء حياته إلى جانب حبيبته، ثم يجد نفسه فجأة في أتون الحرب التي فرضت نفسه على البلاد، وتبدأ المسرحية بمعركةٍ يتمركز بعدها الجندي بطل المسرحية يامن سليمان في نقطة يبني فيها متراسه بانتظار اكتمال مدة المهمة.
تناول العرض معاناة الشباب السوري الذي ضيعت الحرب مستقبله وسرقت أجمل لحظات حياته، حاملًا رسالة تدعو إلى إبرام هدنة مع الألم والحزن الذي خلفته الحرب، وهو ما كان سببًا في إطلاق اسم «هدنة» على المسرحية.

## بطاقة العرض
- نص: عدنان الأزروني
- إخراج: مأمون خطيب [3]
- موسيقا: طاهر مامللي
- مساعد مخرج: رامي السمّان
- سينوغرافيا: أحمد يوسف
- ازياء: هشام عرابي
- اضاءة: ريم محمد
- تنفيذ الإضاءة: عماد حنوش
- فوتوغراف: يوسف بدوي
- ماكياج: ريما عرابي
- صوت: فؤاد عضيمي
- تنفيذ الديكور: يامن حمشو
- غرافيك وملتيميديا: م. أمجد ممدوح بربور

## الممثلون
- يامن سليمان
- نسرين فندي
- جمال نصار
- أسامة التيناوي
- لينا حوارنة
- غسان الدبس
- رنا جمول

## فنيون
- مدير منصة عمر فياض
- ماكياج: ريما عرابي
- الصوت فؤاد عضيمي
- تنفيذ الإضاءة عماد حنوش
- تنفيذ فني للديكور يامن حمشو
- مسؤول ازياء واكسسوار عماد سعيدان
- مساعد مدير منصة سمير أبو عساف
- تحريك ديكور احمد الأشقر
- خدمات سامر النوباني

## إنتاج ورعاية
- وزارة الثقافة، مديرية المسارح والموسيقا
- المسرحية برعاية شام إف أم